# Бёрк, Дэвид
Дэвид Бёрк (англ. David Burke; род. 25 мая 1934, Ливерпуль, Ланкашир) — английский актёр.

## Биография
Дэвид Бёрк родился 25 мая 1934 года в Ливерпуле, Англия. Он получил образование в Королевской академии драматического искусства.

## Карьера
Одной из первых театральных ролей Бёрка была роль Нильса Бора в пьесе «Копенгаген» Майкла Фрейна.
Бёрк также сыграл доктора Ватсона в сериале «Приключения Шерлока Холмса» в начальной серии, а затем покинул программу после получения приглашения присоединиться к Королевской Шекспировской труппе вместе со своей женой Анной. Многие зрители остались в восторге от исполнения Бёрком роли доктора Ватсона. В сериале его сменил Эдвард Хардвик, которого он рекомендовал в качестве своего преемника. В 1965 году Бёрк сыграл злодея в адаптации «Берилловой диадемы» для сериала BBC.
Другие известные появления Бёрка на телевидении включают роль Иосифа Сталина в британском сериале «Рейли, Туз шпионов» и научно-фантастическом рассказе Джона Уиндема «Случайное испытание». Он также сыграл Уильяма Морриса в сериале 1975 года «Школа любви».

## Личная жизнь
Бёрк женат на актрисе Анне Калдер-Маршалл. У них есть сын Том.